# Västra Kulltorp (naturreservat)
Västra Kulltorp är ett naturreservat i Katrineholms kommun i Södermanlands län.
Området är naturskyddat sedan 2017 och är 89 hektar stort. Reservatet ligger vid sydvästra stranden av Näsnaren och består av lövskogar, blandskog, naturbetesmark och åker.